# Prowincja Saravane
Saravane (laot. ສາລະວັນ) – prowincja Laosu, znajdująca się w południowej części kraju. Graniczy z Tajlandią i Wietnamem.

## Podział administracyjny
Prowincja Saravane dzieli się na osiem dystryktów:
1. Khongxedone
2. Lakhonepheng
3. Lao Ngarm
4. Saravane
5. Samuoi
6. Ta Oi
7. Toomlarn
8. Vapy.